# Ibrahim-paša Novošeherlija (1666. – 1730.)
Ibrahim-paša Novošeherlija (tur. Nevşehirli Damat İbrahim Paşa) (Muşkara, 1660., 1662. ili 1666.-Carigrad, 1. listopada 1730.), veliki vezir Osmanskog Carstva. Rodom iz Anadolije.
Rođen u anadolskom mjestu Muşkari u kojem je Ibrahim-paša osnovao novi grad Nevşehir (Novi Šehir), po čemu je dobio ime Novošeherlija (tur. Nevşehirli). Bio je damat, sultanov zet. Oženio je 1717. njegovu kćer Fatmu, s kojom je imao dva sina. Na visoke je dužnosti došao 9. travnja 1718. godine, na kojima je ostao do 1730. godine. Ibrahim-pašina moć trajala je skupa sa sultanskom vlasti Ahmeda III. i predstavlja Eru tulipana otkad se Osmansko Carstvo sve preusmjeravalo prema Europi.
Ibrahim-paša je kao veliki vezir uspostavio novu državnu politiku i programe, među ostalim tisak na osmanskom turskom te promicanje trgovine i industrije. Veliki vezir je pridavao mnogo važnosti poboljšavanju trgovinskih odnosa i unaprjeđenju trgovinskih prihoda, što može objasniti povratak vrtovima i više javan stil osmanskog dvora u Eri tulipana. Veliki vezir mnogo je volio čašice cvjetova tulipana, čim je postavio primjer carigradskoj eliti koja je prateći njegov primjer također obožavala raznolikosti tulipanskih boja te slavila njegovu sezonalnost. Uvođenje tiskarstva preko Ibrahima Muteferike 1727. godine, uspjelo je na njegovu inicijativu.
Kraj mu je došao kad je perzijski vladar Tahmasp II. napao je osmanske posjede, uhvativši osmansku državu nespremnu (vidi Tahmaspov pohod na pohod 1731. i pohod Nader-šaha u Zapadnoj Perziji 1730.). Uslijedio je i ustanak koji je prouzročio sultanovo abdiciranje i dolazak novog sultana, Mahmuda I., sina sultana Mustafe II. Ljudi i postrojbe u Carigradu pobijesnile su zbog Ibrahim-pašine ravnodušnosti ka državni poslovima i sultanovom životu u luksuzu, nesklonosti ka svojim subjektima obojene europskim ukusom. Pobunili su se, a pobunu je predvodio Patrona Halil, bivši janjičar iz Makedonije. Da bi spasio sebe od rulje, sultan je žrtvovao Ibrahim-pašu.